# Joan del Alcàzar Garrido
Joan del Alcàzar Garrido (València, 1954) és catedràtic d'Història Contemporània de la Universitat de València, exdirector del Centre Internacional de Gandia, autor de llibres d'assaig, i perit de l'acusació del sumari que instruïa el jutge Baltasar Garzón contra Augusto Pinochet per genocidi. Fou director del Centre Internacional de Gandia (CIG) de la Universitat de València durant deu anys, fins al març de 2012.
Com a docent, ha estat vicedegà de la Facultat de Geografia i Història, vicerector de Professorat de la Universitat de València, director de la Universitat d'Estiu de Gandia i director del Centre Internacional de Gandia de la Universitat de València. Actualment és director d'Activitats Acadèmiques del Centre Internacional de Gandia de la Universitat de València (CIG-UV).